# امپراتوری ناندا
امپراتوری ناندا (هندی:नंद वंश) حکومتی در شمال شبه قاره هند بود که از سده ۴ یا ۵ قبل از میلاد تا سال ۳۲۵ ق. م حکومت کردند. آنها امپراتوری ماگدها را سرنگون کردند و قدرت خود را به مناطق وسیعی گسترش دادند. منابع باستان دربارهٔ نام پادشاهان ناندا و دوره حکومت آنها تفاوت قابل توجهی دارند.
منابع باستانی ثروت زیادی را به نانداها نسبت می‌دهند که احتمالاً نتیجه معرفی ارز و سیستم مالیاتی جدید بوده است. متون باستانی همچنین حاکی از آن است که نانداها در میان رعایای خود به‌دلیل مالیات بیش از حد و رفتار نادرست محبوبیت نداشتند. آخرین پادشاه ناندا توسط چاندراگوپتا مائوریا، بنیان‌گذار امپراتوری مائوریا از تخت پادشاهی برکنار شد.